# Hilarimorpha mikii
Hilarimorpha mikii is een vliegensoort uit de familie van de Hilarimorphidae. De wetenschappelijke naam van de soort is voor het eerst geldig gepubliceerd in 1888 door Williston.